# Капров Яків Ілліч
Яків Ілліч Капров (нар. 23 липня 1934, Узбецька РСР — пом. 11 січня 2017) — радянський футболіст, нападник. По завершенні кар'єри футболіста — радянський та узбецький тренер.

## Кар'єра гравця
Футбольну кар'єру розпочав 1955 року в ташкентському «Спартаку». У 1956 році протягом сезону захищав кольори «Пахтакора», а після цього виступав за «Трудові резерви» (Ташкент). Після цього завершив кар'єру футболіста та перейшов на тренерську роботу. Але в 1965—1966 роках знову грав, цього разу в складі «Свердловця». Потім вдруге завершив кар'єру гравця.

## Кар'єра тренера
По завершенні кар'єри гравця розпочав тренерську діяльність. У 1965 році очолював ташкентський СКА (Ташкент). У 1967—1969 роках допомагав тренувати «Памір» (Ленінабад). У 1970 році очолив «Янгієр». У 1971 році приєднався до тренерського штабу «Паміра» (Душанбе), в якому спочатку допомагав тренувати команду, а з липня й до кінця 1971 та з липня по вересень 1973 років очолював команду. Також працював головним тренером клубів «Динамо» Самарканд (1978), «Амудар'я» Нукус (1979), «Хорезм», (1981, 1985-1986), «Сохібкор» (Халкабад) (1989), «Нурафшон» Бухара (1992) та «Металург» Бекабад (1999). Також працював асистентом головного тренера в клубах «Чорноморець» (Одеса), «Зірка» (Джиззак), «Пахтакор» (Ташкент), «Согдіана» (Джиззак), МХСК (Ташкент), «Мавданчі/Металург» (Бекабад) та «Кизилкум» (Зарафшан).

## Досягнення

### Відзнаки
- Майстер спорту СРСР
- Заслужений тренер Таджицької РСР